# Wilhelm von Malachowski und Griffa
Wilhelm von Malachowski und Griffa (* 14. Juli 1815 in Oppeln; † 4. April 1872 in Breslau) war preußischer Generalmajor und Kommandeur der 21. Infanterie-Brigade.

## Leben

### Herkunft
Wilhelm war ein Sohn des preußischen Generalleutnants Karl von Malachowski und Griffa (1783–1844) und dessen ersten Ehefrau Amalie Sylvia, geborene von Ziemietzky (1786–1826).

### Militärkarriere
Malachowski besuchte die Kadettenhäuser in Potsdam und Berlin. Anschließend wurde er am 7. August 1832 als Sekondeleutnant dem 31. Infanterie-Regiment der Preußischen Armee in Erfurt überwiesen. Zur weiteren Ausbildung absolvierte er von Oktober 1838 bis Juni 1840 die Allgemeine Kriegsschule. Ab September 1840 folgte für zwei Monate seine Kommandierung zur Dienstleistung bei der Pionier-Kompanie in Mainz und ab dem 4. Februar 1841 zum Kadettenkorps. Mitte April 1845 avancierte Malachowski zum Premierleutnant. Während der Herbstübungen wurde er am 7. August 1846 zur Dienstleitung beim Garde-Jäger-Bataillon und am 7. August 1849 zum Garde-Artillerie-Regiment kommandiert. Nachdem man ihn am 25. September 1849 in das 19. Infanterie-Regiment versetzt hatte, stieg er Mitte November 1850 zum Hauptmann und Kompaniechef auf. Im Jahr 1855 wurde Malachowski zu Schießversuchen mit dem Miniégewehr zur Gewehrfabrik nach Spandau kommandiert und im Jahr darauf nahm er an gleichartigen Versuchen in Breslau teil. Er wurde am 9. Januar 1858 zum Major und am 18. Oktober 1861 zum Oberstleutnant befördert. Am 18. Dezember 1864 erfolgte seine Ernennung zum Kommandeur des 3. Oberschlesischen Infanterie-Regiments Nr. 62 in Ratibor und in dieser Stellung stieg er am 18. Juni 1865 zum Oberst auf. Im Jahr darauf nahm Malachowski am Deutschen Krieg teil.
Anlässlich des Ordensfestes erhielt Malachowski im Januar 1867 den Kronen-Orden III. Klasse und im Jahr darauf den Roten Adlerorden III. Klasse mit Schleife. Unter Stellung à la suite seines Regiments wurde er am 9. Juni 1868 zum Kommandeur der in Breslau stationierten 21. Infanterie-Brigade ernannt und am 3. Juli 1868 zum Generalmajor befördert. Während des Krieges gegen Frankreich führte Malachowski seinen Großverband bei der Beschießung von Pfalzburg, der Einschließung von Paris sowie in den Gefechten bei L’Haÿ, Chevilly, Champigny und Brie. Für sein Wirken erhielt er das Eiserne Kreuz II. Klasse. Malachowski verstarb am 4. April 1872 in Breslau.
Am 1. Januar 1870 sagte sein Kommandierender General Wilhelm von Tümpling in einer Beurteilung: „Ist nach jeder Richtung hin ein durchaus guter Brigadekommandeur und hat dies im Laufe des Jahres bei jeder Gelegenheit und auch in den praktischen Resultaten beweisen.“

### Familie
Er heiratete am 15. Juli 1845 in Berlin Klara von Steinbach (1824–1901), Tochter der Klara Luise Wall und des Hofrates und Großtresoriers Gottlob von Steinbach. Klara wurde am 11. November 1901 auf dem Invalidenfriedhof beigesetzt. Das Paar hatte vier Kinder, den Oberstleutnant Dobrogost (1846–1903), Wanda (1857–1920), Margarete (1858–1888) und den General Hans von Malachowski und Griffa (1861–1951). Marie von Malachowski-Nauen ist eine Enkeltochter.